# Belle et Sébastien (série télévisée)
Pour les articles homonymes, voir Belle et Sébastien.
Sébastien parmi les hommes (1968)

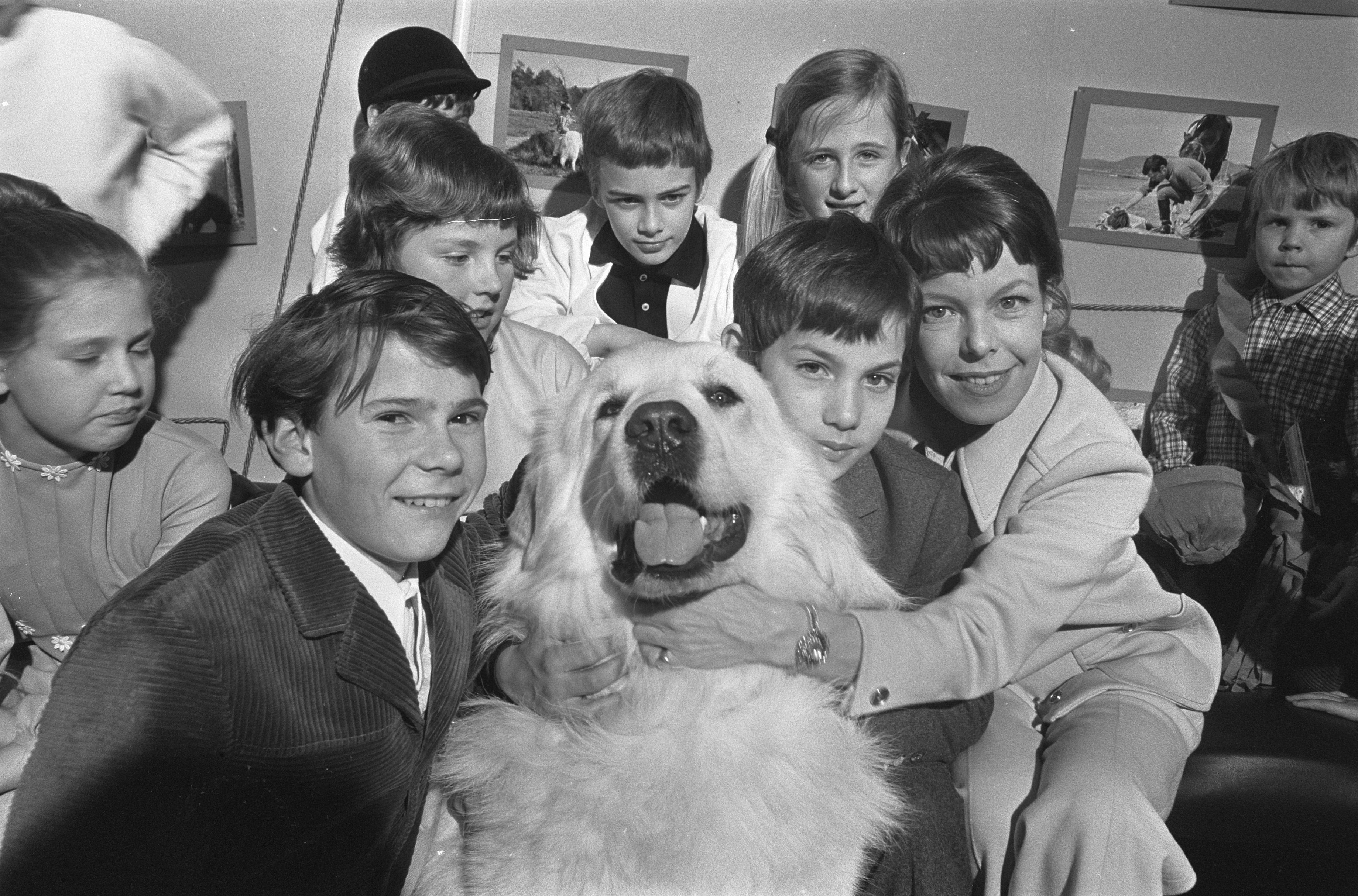
Cécile Aubry embrassant son fils Mehdi El Glaoui, en 1969.

Belle et Sébastien est un feuilleton télévisé français en 13 épisodes de 26 minutes, en noir et blanc, écrit et réalisé par Cécile Aubry et diffusé à partir du 26 septembre 1965 sur la première chaîne de l'ORTF. Le feuilleton fut suivi par deux autres saisons : Sébastien parmi les hommes puis Sébastien et la Mary-Morgane. Programme marquant la télévision française de l'époque, il engendre plusieurs décennies après de multiples adaptations elles-mêmes notables, en film ou en dessin animé.
Au Québec et au Nouveau-Brunswick, la série a été diffusée à partir du 6 juin 1966 à la Télévision de Radio-Canada.

## La série

### Synopsis
César, un vieux berger, recueille un nouveau-né dans un chalet lors d'une tempête de neige : sa mère est morte en lui donnant naissance. Il l'appelle Sébastien (car c'était le jour de la Saint Sébastien) et l'enfant grandit avec les deux petits-enfants de César, Jean et Angelina, eux aussi orphelins. Belle, une grande chienne blanche, de race chien de montagne des Pyrénées, est née le même jour que Sébastien.
Six ans plus tard, Sébastien et Belle se rencontrent. Belle s'est échappée d'un chenil où elle était maltraitée. Alors qu'elle est pourchassée par les villageois, Sébastien lui sauve la vie et s'attache à cet animal sauvage. Ils deviennent inséparables et vivent ensemble bien des aventures.

### Distribution
- Mehdi El Glaoui : Sébastien
- Edmond Beauchamp : César
- Paloma Matta : Angelina
- Jean-Michel Audin : Docteur Guillaume
- Maurice Poli : Norbert Legrand
- Dominique Blondeau : Jean
- Pierre Massimi : le douanier Berg
- Albert Dagnant : le douanier Johannot
- René Blancard : le commissaire
- Géo Beuf : Moulin
- Jean Combal : le maire
- Maryse Christophe : Victorine
- Pierre Cavallo : Georges
- Hélène Dieudonné : Célestine
- Guy Di Rigo : le lieutenant de C.R.S. Bourges
- Michel Garnier : Sylvain
- Nane Germon : la patronne du café
- Paul Le Person : Fabrice
- Jean-Pierre Lorrain :
- Claude Rossignol : le boucher
- Fernand Guiot : un trafiquant
- Jacques Gripel : un trafiquant
- Cécile Aubry : la narratrice (également scénariste, réalisatrice, et mère de Mehdi)

### Épisodes
1. La Rencontre
2. Le Refuge du Grand-Baou
3. La Battue
4. L'Étranger
5. La Valise de Norbert
6. La Patrouille de douane
7. La Piste du grand défilé
8. La Veille de Noël
9. Le Jour de Noël
10. L'Incendie
11. L'Avalanche
12. L'Enquête
13. La Preuve

### Scenario et interprètes
Le jeune Mehdi El Glaoui qui interprète le rôle de Sébastien n'est autre que le fils de Cécile Aubry qui a scénarisé et réalisé la série et, à chaque début d'épisode, est la narratrice résumant les épisodes précédents. Pendant le tournage, il développe une grande proximité avec le chien mâle Flanker, âgé de 2 ans, qui incarne Belle. L'animal tourne les première et deuxième séries mais meurt avant la troisième, empoisonné peut-être par des voisins jaloux.

### Tournage et diffusion

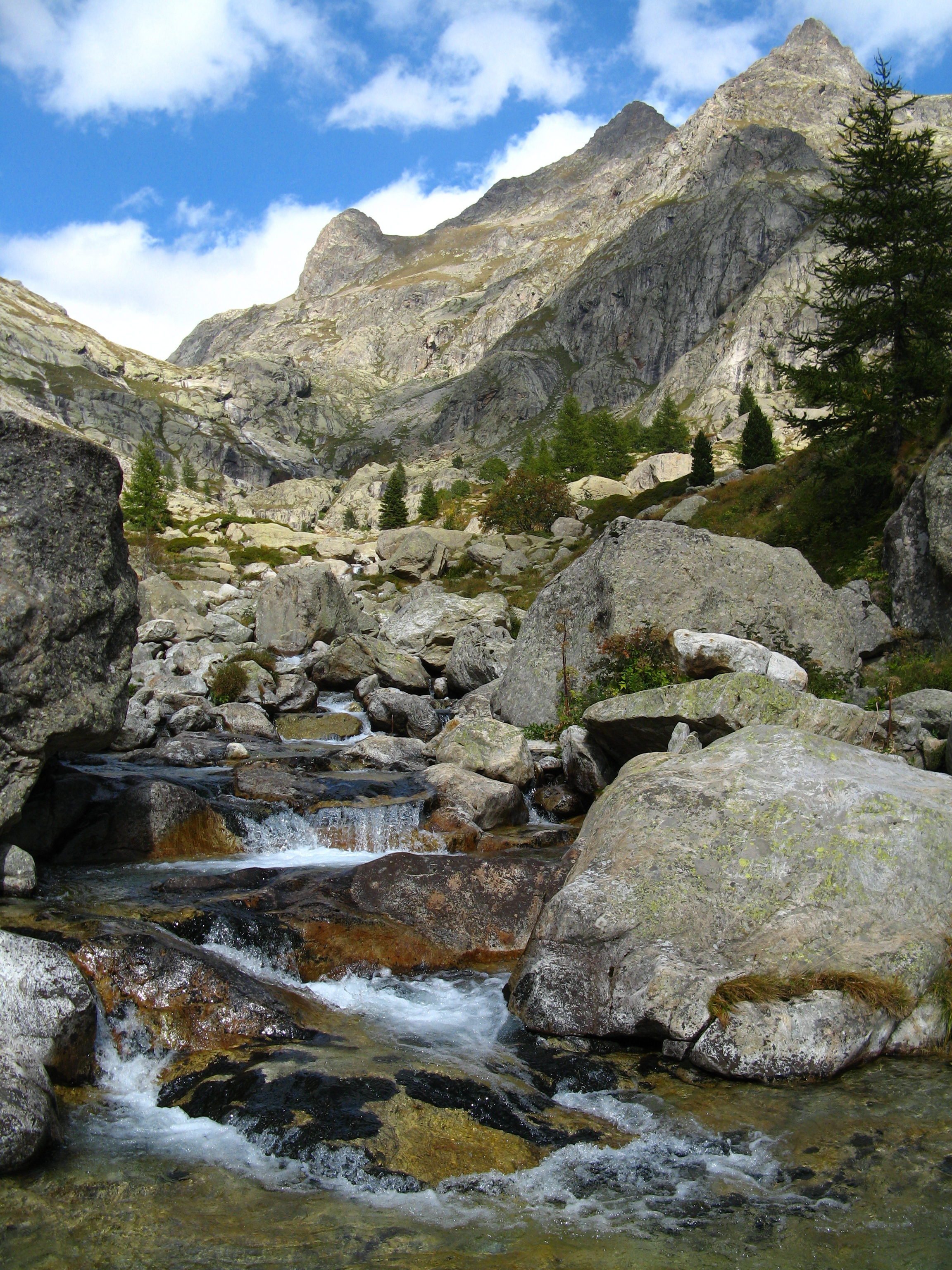
Cimes de L'Estrech (en haut à droite dans cette image) dans le massif du Mercantour, dans le département des Alpes-Maritimes, en région Provence-Alpes-Côte d'Azur.

Belle et Sébastien est tourné à Belvédère et dans la vallée de la Gordolasque dans les Alpes-Maritimes. L'abri de berger en pierres sèches, appelé refuge du Grand Baou dans la série, existe toujours, à quelques pas du parking dans lequel se termine la route M171. Le Grand Baou et la Demoiselle sont en réalité les cimes de l'Estrech.
Le feuilleton a été diffusé pour la première fois en 1965 sur la première chaîne de l'ORTF, chaque dimanche à 19 h 30. Seule la première saison a été proposée en noir et blanc. La suite, Sébastien parmi les hommes, a démarré le 4 février 1968 et Sébastien et la Mary-Morgane dès le 10 mars 1970. Les trois cycles de treize épisodes sont parfois considérés comme trois séries différentes. Le feuilleton a été diffusé, doublé en anglais et sous le titre Belle and Sebastien, sur la chaîne BBC1 à partir du 2 octobre 1967.

### Bande originale
Belle, chanson du générique, est composée par Daniel White sur des paroles de Cécile Aubry. Le chanteur reste inconnu à ce jour (le nom de l'enfant chanteur n'est pas indiqué sur le disque publié par Philips). Il est à noter que dès la première diffusion du feuilleton télévisé, et dans les années qui suivirent, les spectateurs pensaient que Mehdi était l'interprète des chansons des génériques, mais l'acteur l'a toujours démenti. Comme les deux autres génériques, cette chanson connut un grand succès populaire, qui accompagna celui du feuilleton[réf. nécessaire].

### ÉditionDVD
- Belle et Sébastien - L'intégrale (23 novembre 2005) (ASIN B000BNEMQE)
- Cette série correspond à la saison 1 des DVD Belle et Sébastien.

Les saisons 2 et 3 correspondent respectivement aux deux suites : Sébastien parmi les hommes et Sébastien et la Mary-Morgane

## Influence générationnelle et adaptations ultérieures
Parfois qualifiée de fable culte qui traverse les générations, la série est réadaptée dans les années 80 sous forme de dessin animé, et à partir de 2013 au cinéma.

### Influence
Décrit comme une série culte ou un classique inoubliable, Belle et Sébastien contribue à façonner la culture télévisuelle des enfants de l'époque. Formant avec Belle un couple fictionnel célèbre et fusionnel,, Sébastien devient le marqueur identitaire d'une génération, aux côtés du chien Rintintin ou de Delphine dans L'Âge heureux .

### Dessins animés
La série a été adaptée une première fois en dessin animé en 1980 au Japon sous le nom de Meiken Jolie, avec un notable succès commercial. Un nouveau dessin animé, produit par Gaumont Animation et par le groupe canadien PVP, a été diffusé à partir de 2017.

### Cinéma
En 2013, Nicolas Vanier réalise Belle et Sébastien en reprenant la trame du scénario de la série. Le film est un succès (2,8 millions d'entrées en France) et en 2015, Christian Duguay réalise une suite : Belle et Sébastien : L'aventure continue. En 2017, Clovis Cornillac réalise un troisième film, Belle et Sébastien 3 : Le Dernier Chapitre.
Une nouvelle adaptation réalisée par Pierre Coré, Belle et Sébastien : Nouvelle Génération, est tournée entre août et octobre 2021 dans les Hautes-Pyrénées et sort en 2022 ; l'histoire est librement inspirée de Belle et Sébastien, avec une intrigue qui se déroule à l'époque actuelle.

### Musique
La série et le roman d'origine de Cécile Aubry ont inspiré le nom du groupe de rock indépendant écossais Belle and Sebastian.